# Gasponia gaurani
Gasponia gaurani là một loài bọ cánh cứng trong họ Cerambycidae.